# Stephen Timoshenko
Stephen Prokofievich Timoshenko (em ucraniano:  Степан Тимошенко; em russo:  Степан Прокофьевич Тимошенко; Shpotivka, Império Russo (atualmente Oblast de Sumy, Ucrânia), 22 de dezembro de 1878 — Wuppertal, 29 de maio de 1972) foi um engenheiro ucraniano naturalizado estadunidense.

## Biografia
Timoshenko nasceu na aldeia de Shpotovka, no governadorado de Chernigov, que na época era território do Império Russo (atualmente no Raion de Konotop, Oblast de Sumy, Ucrânia).
Estudou em uma Realschule (em russo:  Реальное училище) em Romny, Governorado de Poltava (atualmente Oblast de Sumy) de 1889 a 1896. Em Romny seu colega de escola e amigo foi o futuro famoso físico de semicondutores Abram Ioffe. Timoshenko continuou sua educação para obter um diploma universitário na Universidade Estatal de Engenheiros de Caminhos de San Petersburgo. Depois de se formar em 1901 permaneceu lecionando nesta mesma instituição de 1901 a 1903 e depois trabalhou na Universidade Politécnica de São Petersburgo Pedro o Grande com Viktor Lvovich Kirpichov de 1903 a 1906. Em 1905 foi por um ano para a Universidade de Göttingen, onde trabalhou com Ludwig Prandtl.
No outono de 1906 foi nomeado para a cátedra de resistência dos materiais no Instituto Politécnico de Kiev. O retorno à sua terra natal, Ucrânia, acabou sendo uma parte importante de sua carreira e também influenciou sua vida futura. De 1907 a 1911, como professor do Instituto Politécnico, pesquisou a variante anterior do Método dos Elementos Finitos de cálculos elásticos, o chamado método de Rayleigh. Durante esses anos também foi pioneiro no trabalho com flambagem e publicou a primeira versão de seu famoso livro sobre resistência dos materiais.
Em 1911 assinou um protesto contra o ministro da Educação Kasso e foi demitido do Instituto Politécnico de Kiev. Em 1911 recebeu o prêmio D.I. Zhuravski da Universidade Estatal de Engenheiros de Caminhos de San Petersburgo, que o ajudou a sobreviver após perder seu emprego. Ele foi para São Petersburgo, onde trabalhou como lecturer e, em seguida, como professor no Instituto Eletrotécnico e no Instituto das Ferrovias de São Petersburgo (1911–1917). Durante esse tempo desenvolveu a teoria da elasticidade e a teoria da deflexão de viga, e continuou a estudar flambagem. Em 1918 retornou para Kiev e ajudou Vladimir Vernadski a estabelecer a Academia Nacional de Ciências da Ucrânia - a academia mais antiga entre as Repúblicas da União Soviética, além da Rússia. Em 1918–1920 chefiou o recém-criado Instituto de Mecânica da Academia Nacional de Ciências da Ucrânia, que atualmente leva seu nome.
Depois que as Forças Armadas do Sul da Rússia do general Anton Ivanovich Denikin tomaram Kiev em 1919, Timoshenko mudou-se de Kiev para Rostov do Don. Depois de viajar via Novorossiisk, Crimeia e Constantinopla para o Reino da Iugoslávia, chegou a Zagreb, onde obteve a cátedra no Instituto Politécnico de Zagreb. Em 1920, durante a breve libertação de Kiev dos bolcheviques, Timoshenko viajou para a cidade, se reuniu com sua família e voltou com eles para Zagreb.
É lembrado por apresentar suas aulas em russo , usando o máximo de palavras em croata que podia; os alunos conseguiram entendê-lo bem.

## Estados Unidos
Timoshenko estabeleceu-se nos Estados Unidos em 1922, onde trabalhou na Westinghouse Electric Corporation de 1923 a 1927. Foi então professor da Universidade de Michigan. A partir de 1936 foi professor da Universidade Stanford.
É considerado o pai da moderna engenharia mecânica. Foi membro fundador da Academia Nacional de Ciências da Ucrânia. Escreveu diversos livros fundamentais nas áreas de mecânica, teoria da elasticidade e resistência dos materiais, sendo muitos deles ainda utilizados atualmente.
Em 1964 fixou residência em Wuppertal, onde faleceu em 1972. Após ser cremado, foi sepultado no Alta Mesa Memorial Park.

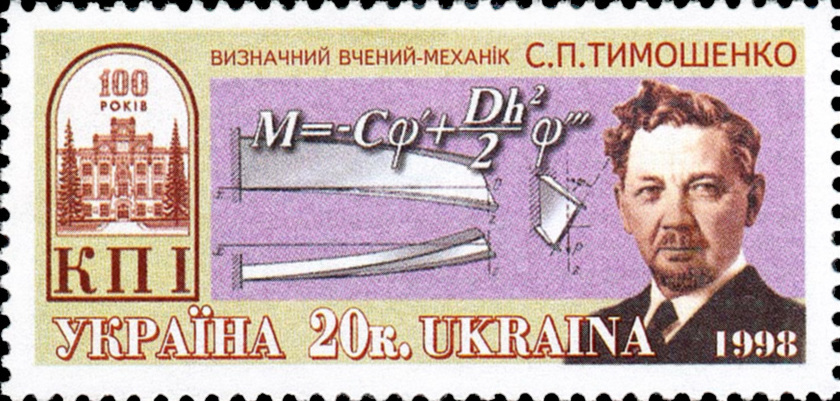
Selo da Ucrânia, 1998

## Publicações
- Applied Elasticity, com J. M. Lessells, D. Van Nostrand Company, 1925
- Vibration Problems in Engineering, D. Van Nostrand Company, 1st Ed. 1928, 2nd Ed. 1937, 3ª Ed. 1955 (com D. H. Young)
- Strength of Materials, Part I, Elementary Theory and Problems, D. Van Nostrand Company, 1ª Ed. 1930, 2ª Ed. 1940, 3ª Ed. 1955
- Strength of Materials, Part II, Advanced Theory and Problems, D. Van Nostrand Company, 1ª Ed. 1930, 2ª Ed. 1941, 3ª Ed. 1956
- Theory of Elasticity , McGraw-Hill Book Company, 1ª Ed. 1934, 2ª Ed. 1951 (com J.N. Goodier)
- Elements of Strength of Materials, D. Van Nostrand Co., 1ª Ed. 1935, 2ª Ed. 1940, 3ª Ed. 1949 (com G.H. MacCullough), 4ª Ed. 1962 (com D.H. Young)
- Theory of Elastic Stability, McGraw-Hill Book Company, 1ª Ed. 1936, 2ª Ed. 1961 (com J. M. Gere)
- Engineering Mechanics, com D.H. Young, McGraw-Hill Book Company, 1ª Ed. 1937, 2ª Ed. 1940, 3ª Ed. 1951, 4ª Ed. 1956
- Theory of Plates and Shells , McGraw-Hill Book Company, 1ª Ed. 1940, 2ª Ed. 1959 (com S. Woinowsky-Krieger)
- Theory of Structures, com D. H. Young, McGraw-Hill Book Company, 1ª Ed. 1945, 2ª Ed. 1965
- Advanced Dynamics, com D. H. Young, McGraw-Hill Book Company, 1948
- History of The Strength of Materials, McGraw-Hill Book Company, 1953
- Engineering Education in Russia, McGraw-Hill Book Company, 1959
- As I Remember, D. Van Nostrand, 1968, ASIN: B000JOIJ7I
- Mechanics of Materials , com J. M. Gere, 1st edition, D. Van Nostrand Company, 1972